# Namaka (lune)
Pour les articles homonymes, voir Namaka.
Namaka, officiellement désignée comme (136108) Hauméa II Namaka, est un satellite naturel de la planète naine (136108) Hauméa, découvert en 2005. Jusqu'au 17 septembre 2008, il était connu sous sa désignation provisoire, S/2005 (136108) 2.

## Caractéristiques
Namaka est un petit corps d'environ 170 km de diamètre.
Il orbite autour de (136108) Hauméa en un peu plus de 34 jours, à la distance de 39 300 km.
La masse de Namaka serait de 0,2 % celle de l'objet autour duquel il tourne, soit environ 8×1018 kg[réf. nécessaire].
Il est possible que ce satellite a été formé après l'impact de Hauméa avec un autre corps, hypothèse étayée par l'existence d'une famille de petits objets partageant des éléments orbitaux de Hauméa,.

## Découverte
Namaka fut découvert le 30 juin 2005, à la suite d'observations de Hauméa et de son premier satellite connu, Hiʻiaka, par l'équipe de Mike Brown à l'aide du télescope à optique adaptative de l'observatoire Keck.

## Nom
Le corps fut provisoirement désigné S/2005 (2003 EL61) 2. Il reçut sa désignation permanente et son nom, (136108) Hauméa II Namaka, ou en forme courte simplement Namaka ou Hauméa II, lorsque Hauméa reçut son appellation définitive. Namaka porte le nom de Nāmaka, la déesse de l'eau de la mythologie hawaïenne.